# Jason Rogers (baseball)
Pour le sprinteur, voir Jason Rogers.
Jason Douglas Rogers (né le 13 mars 1988 à East Point, Géorgie, États-Unis) est un joueur de premier but des Pirates de Pittsburgh de la Ligue majeure de baseball.

## Carrière

### Brewers de Milwaukee
Joueur des Cougars de l'université Columbus State, à Columbus en Géorgie, Jason Rogers est repêché au 32e tour de sélection par les Brewers de Milwaukee en 2010. À l'origine un joueur de premier but, Rogers apprend la position de troisième but dans les ligues mineures, alors qu'il évolue en 2013 pour les Stars de Huntsville, le club-école Double-A des Brewers.
Rogers fait ses débuts dans le baseball majeur avec Milwaukee le 2 septembre 2014. À son premier match, il réussit son premier coup sûr au plus haut niveau, un double comme frappeur suppléant face au lanceur Wesley Wright des Cubs de Chicago.
Le joueur de premier but dispute 86 matchs des Brewers à sa saison recrue en 2015. Il maintient une moyenne au bâton de ,296 avec 4 coups de circuit. Son premier circuit dans les majeures est un coup de 3 points réussi le 9 mai 2015 aux dépens du lanceur Phil Coke des Cubs de Chicago.

### Pirates de Pittsburgh
Le 17 décembre 2015, les Brewers échangent Rogers aux Pirates de Pittsburgh contre le voltigeur Keon Broxton et le lanceur droitier des ligues mineures Trey Supak.